# جورج كارتير
جورج كارتير (بالإنجليزية: George Cartier)‏ هو لاعب كرة قدم أمريكية أمريكي، ولد في 26 مايو 1869 في لودينغتون في الولايات المتحدة، وتوفي في 20 أكتوبر 1944 في تاكوما في الولايات المتحدة.